# Kong Frederik VIII's første Kongerevue
Kong Frederik VIII's første Kongerevue er en dansk dokumentarisk optagelse fra 1908.

## Handling
Kong Frederik 8.'s første militærrevy. Stort opbud af politibetjente afventer de kongeliges ankomst til militærparaden, der finder sted den 8. august 1906 på Blegdamsfælleden i København. De kongelige ankommer til hest, og for kvindernes vedkommende i hestevogne. Militærparade. Den Kongelige Livgarde paraderer først. Dernæst hestetrukken artilleri. Kavaleri, dragoner og husarer.